# Lichosławl
Lichosławl (ros. Лихославль) – miasto położone w zachodniej Rosji na terenie obwodu twerskiego, centrum administracyjne Rejonu lichosławlskiego, 41 km od Tweru.
Miasto położone jest przy linii kolejowej Moskwa–Sankt Petersburg pomiędzy Twerem a Wysznim Wołoczokiem. 
Pierwsza wzmianka o miejscowości w 1624, miasto od 1925. Pomiędzy 1937 a 1939 centrum administracyjne Karelskiego Narodowego Okręgu.